# جوزف بالدوین (بازیکن فوتبال)
جوزف بالدوین (انگلیسی: Joseph Baldwin؛ زادهٔ) بازیکن فوتبال اهل بریتانیا است.
از باشگاه‌هایی که در آن بازی کرده‌است می‌توان به باشگاه فوتبال نلسون و باشگاه فوتبال بلکبرن روورز اشاره کرد.